# 广西电影制片厂
广西电影制片厂，现称广西电影集团，简称广影，2012年起属广西文化产业集团。集团总部位于中国广西壮族自治区首府南宁西乡塘区友爱路。旗下曾有导演张艺谋任名誉厂长，现已退休。

## 历史
1958年5月，根据当时文化部《关于在各省、自治区建立电影制片厂的意见》的文件，广西自治区文化局设立南宁电影制片厂筹备处，在编人员92人，由长春电影制片厂对口援建。
1961年3月，南宁电影制片厂改名为广西电影制片厂。1962年大幅度压缩人员。1963年3月，广西电影制片厂改为广西幻灯制片厂，但自治区文化局仍保留3人的编制拍摄广西新闻纪录影片，共出品6部(12本)。
1970年10月扩建广西新闻纪录电影制片厂，人员从26人逐渐增至103人，共出品29部(59本)。
1973年11月，经国务院文化组批准，广西新闻纪录电影制片厂改建为广西电影译制片厂，译制壮语影片为主，还拍摄新闻纪录片、科教片，共出品新闻片9本，纪录片46部(86本)。1975年2月定编为处级事业单位，人员180余人。
1978年11月，经国务院批准，广西电影译制片厂改建为广西电影制片厂，以拍摄故事片为主。由自治区文化局、区党委宣传部领导。

## 直营影城
- 广影国际影城（星光店）
- 广影国际影城（友爱店）
- 广影国际影城（宾阳店）
- 广影国际影城（南宁新梦百货店）
- 广影国际影城（罗文纳米巨幕店）

## 出品影片
- 1978年 《刘三姐》[註 1]
- 1979年 《十天》《真是烦死人》
- 1980年 《神女峰的迷雾》
- 1981年 《不该凋谢的玫瑰》《潜影》
- 1982年 《春晖》《春兰秋菊》
- 1983年 《一个和八个》
- 1984年 《流浪汉与天鹅》《白杨树下》 《黄土地》
- 1985年 《大阅兵》

### 资料
1. ↑  《广西通志·文化志》第四篇 电影 第一章 制片 第一节 广西电影制片厂，广西人民出版社1999年版，ISBN 7-219-04008-3
2. ↑  .   [2023-02-21]. （原始内容存档于2023-02-21）.